# Rosahalsad grönduva
Rosahalsad grönduva (Treron vernans) är en fågel i familjen duvor inom ordningen duvfåglar.

## Utseende och läte
Rosahalsad grönduva är en färgglad duva. Hanen har puderskär hals, en orange fläck på bröstet, gråblått huvud och gult på buken. Honan är mer färgglös, grön ovan och gulgrön under. Båda könen har slående gula och svarta vingpennor samt gul fläckning på undre stjärttäckarna. Olikt andra duvor är den inte särskilt ljudlig, även om märkliga hoanden kan höras.

## Utbredning och systematik
Fågeln förekommer i Sydostasien till Filippinerna och Indonesien. Den behandlas som monotypisk, det vill säga att den inte delas in i några underarter.

## Levnadssätt
Rosahalsad grönduva hittas i en rad olika miljöer, från mangroveträsk och kustnära skogar, till parker trädgårdar och kanter av plantage. Arten återfinns huvudsakligen i låglänta områden, men ibland även i lägre bergstratker. Den är en social fågel som ofta samlas i flockar, ibland med andra grönduvor.

## Status och hot
Arten har ett stort utbredningsområde, men tros minska i antal, dock inte tillräckligt kraftigt för att den ska betraktas som hotad. Internationella naturvårdsunionen IUCN listar arten som livskraftig (LC).